# ريو ميازاكي
ريو ميازاكي (باليابانية: 宮崎亮) مواليد 20 أغسطس 1988 في غونما، اليابان، هو ملاكم محترف ياباني يصنف ضمن فئة وزن الذبابة. حقق بطولة رابطة الملاكمة العالمية.

## المسيرة الاحترافية
من نزالاته:
- انتصر على خيسوس سيلفستر (11-09-2013).

## إحصائيات
خاض خلال مسيرته 27 نزالا، فاز في 23 وتعادل في 3 وخسر في 1. فاز بالضربة القاضية في 14 نزالا.

## روابط خارجية
- ريو ميازاكي على موقع بوكس ريك (الإنجليزية) (registration required)